# 阿灵顿国家公墓
阿灵顿国家公墓（英語：Arlington National Cemetery），位于美利坚合众国弗吉尼亚州阿靈頓，美國國防部五角大楼旁边，1864年6月15日开始作为军人公墓使用。
佔地624英亩（2.53平方公里），在美國南北戰爭期間建立，由阿靈頓宮周邊的土地劃出來。在其中安葬了美國國家戰爭中犧牲的美國軍人，包括南北戰爭、朝鮮戰爭、越南戰爭以至於最近的伊拉克戰爭與阿富汗戰爭。
它臨近波多馬克河，在河對岸就是林肯紀念堂。搭乘華盛頓地鐵在阿靈頓公墓站（Arlington Cemetery）下車就可以到達。它是美國陸軍部直接管轄的兩座國家級公墓之一。兩名美國總統威廉·霍華德·塔虎脫與約翰·甘迺迪安葬於此。另安葬有約翰·潘興特級上將1人，喬治·卡特萊特·馬歇爾、奧馬爾·布拉德利、威廉·D·李海、小威廉·海爾賽、亨利·阿諾德等五星上將5人。園內唯一刻有中文字的墓碑屬於「飛虎將軍」陳納德中將的墓。其他安葬於墓園內的知名人士見安葬於阿靈頓國家公墓的名人列表。而無名戰士墓亦位於阿靈頓國家公墓之中，聞名於其特有的衛兵交接儀式。